# La prugna
La prugna è un dipinto del pittore francese Édouard Manet, realizzato intorno al 1877 e conservato alla National Gallery of Art di Washington.

## Descrizione

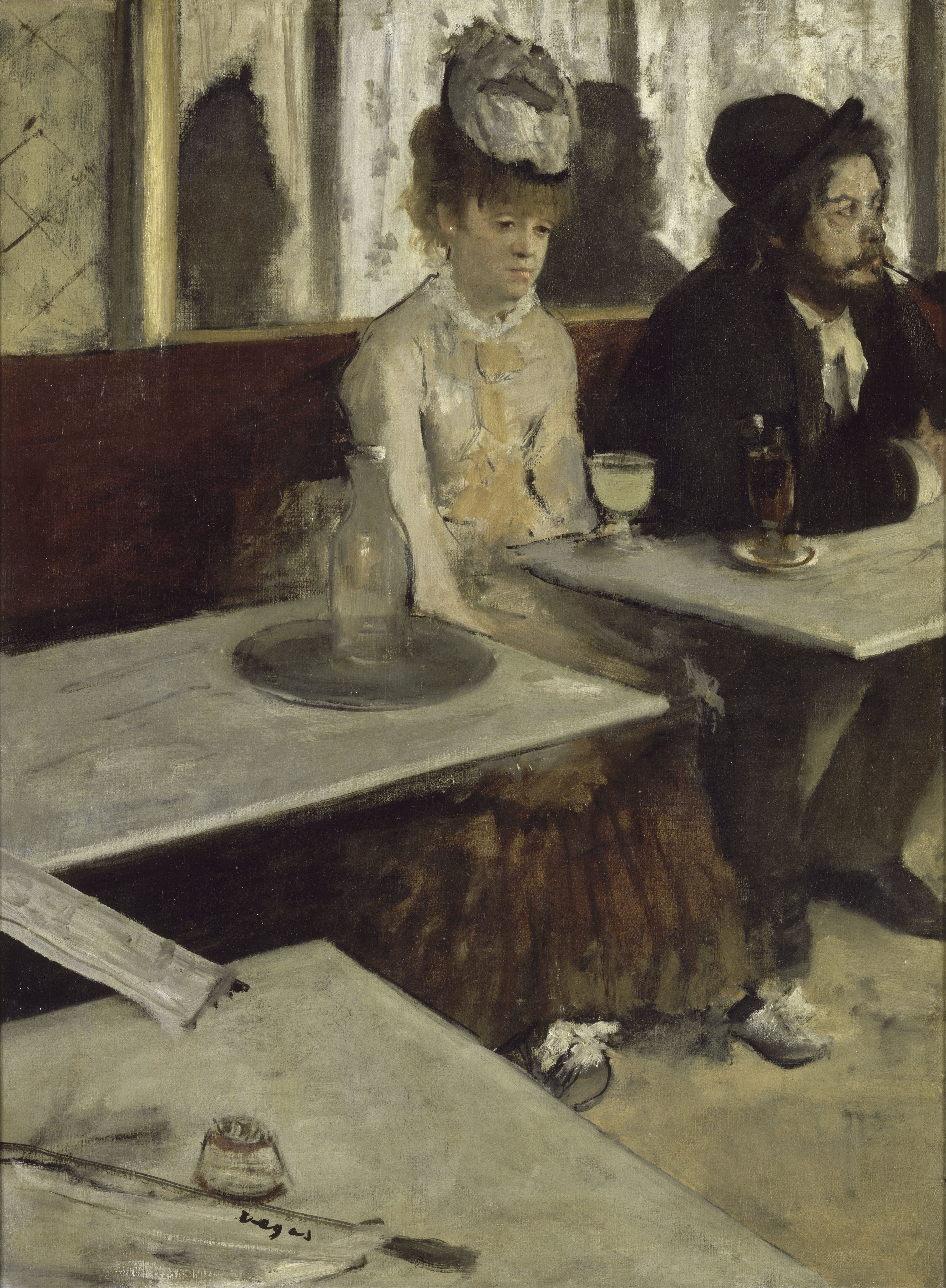
Edgar Degas, L'assenzio (1875-1876); olio su tela, 92×68 cm, museo d'Orsay, Parigi

Moltissimi furono gli scrittori e, soprattutto, gli artisti, che si cimentarono nella descrizione (letterale o figurativa) del vibrante mondo dei caffè di Parigi. Oltre a essere il luogo privilegiato di incontro di molti parigini del tempo, i caffè erano anche un foro di discussione e di circolazione di idee e teorie nuove. Non vi è sorpresa, dunque, che i caffè furono ritratti anche dal pittore francese Édouard Manet, che arrivò persino ad acquistare un tavolino di marmo e a collocarlo nel proprio laboratorio, così da ricreare artificialmente la loro atmosfera.
L'opera, oggi custodita alla National Gallery of Art di Washington, sembra rispondere indirettamente a una celebre tela di Edgar Degas denominata L'assenzio, realizzata appena due anni prima. Degas, nel suo dipinto, ritrae un uomo e una donna raccolti nella loro totale emarginazione, a cui nulla è rimasto nella vita se non lo stordimento che l'assenzio è in grado di offrire a poco prezzo. Manet, assiduo frequentatore dei caffè parigini, rinuncia tuttavia all'interpretazione solitaria di Degas, e preferisce restituire un'immagine meno aspra e più poetica. A essere raffigurata è sempre una donna, ammantata in un delicatissimo abito rosa, che assume un'aria sognatrice e malinconica, tanto che presenta lo sguardo perso nel vuoto, come se stesse inseguendo il filo invisibile dei suoi pensieri. I critici hanno dibattuto molto sull'identità di un simile personaggio: molti nel passato vi individuavano una prostituta d'élite in attesa del cliente, anche se un'ipotesi più moderna e comunemente accettata suggerisce che raffiguri piuttosto una comune donna mondana, sognatrice e persa nelle proprie fantasticherie. Ella è infatti totalmente chiusa nei propri pensieri, a tal punto che ha dimenticato persino la prugna glassata che gli inservienti del Café de la Nouvelle Athènes le hanno lasciato sul tavolino di marmo.
Le tangenze con il dipinto di Degas, in effetti, sono molto decise. Così come Degas, infatti, Manet dà l'idea di una visione improvvisa e casuale, adottando una composizione che coglie il personaggio da vicinissimo. Da L'assenzio, inoltre, Manet prende ispirazione per il titolo del dipinto (che non si riferisce al personaggio effigiato, ma al contenuto del bicchiere che ha davanti) e per l'inquadratura del tavolino di marmo, che sembra quasi sospeso in aria, lasciandoci anzi l'impressione di continuare oltre la cornice (sappiamo, in realtà, che è saldamente ancorato al suolo grazie all'accenno della gamba di ferro in basso a sinistra).